# إريك بيترز (كاتب أغاني)
إريك بيترز (بالإنجليزية: Eric Peters)‏ هو كاتب أغاني أمريكي، ولد في 3 أكتوبر 1972 في باتون روج في الولايات المتحدة.

## روابط خارجية
- اريك بيترز على موقع IMDb (الإنجليزية)